# B3GALT1
B3GALT1 (англ. Beta-1,3-galactosyltransferase 1) – білок, який кодується однойменним геном, розташованим у людей на 2-й хромосомі. Довжина поліпептидного ланцюга білка становить 326 амінокислот, а молекулярна маса — 37 993.
| 10         |  | 20         |  | 30         |  | 40         |  | 50         |
| ---------- |  | ---------- |  | ---------- |  | ---------- |  | ---------- |
| MASKVSCLYV |  | LTVVCWASAL |  | WYLSITRPTS |  | SYTGSKPFSH |  | LTVARKNFTF |
| GNIRTRPINP |  | HSFEFLINEP |  | NKCEKNIPFL |  | VILISTTHKE |  | FDARQAIRET |
| WGDENNFKGI |  | KIATLFLLGK |  | NADPVLNQMV |  | EQESQIFHDI |  | IVEDFIDSYH |
| NLTLKTLMGM |  | RWVATFCSKA |  | KYVMKTDSDI |  | FVNMDNLIYK |  | LLKPSTKPRR |
| RYFTGYVING |  | GPIRDVRSKW |  | YMPRDLYPDS |  | NYPPFCSGTG |  | YIFSADVAEL |
| IYKTSLHTRL |  | LHLEDVYVGL |  | CLRKLGIHPF |  | QNSGFNHWKM |  | AYSLCRYRRV |
| ITVHQISPEE |  | MHRIWNDMSS |  | KKHLRC     |  |            |  |            |

A: Аланін

C: Цистеїн

D: Аспарагінова кислота

E: Глутамінова кислота

F: Фенілаланін

G: Гліцин

H: Гістидин

I: Ізолейцин

K: Лізин

L: Лейцин

M: Метіонін

N: Аспарагін

P: Пролін

Q: Глутамін

R: Аргінін

S: Серин

T: Треонін

V: Валін

W: Триптофан

Кодований геном білок за функціями належить до трансфераз, глікозилтрансфераз. 
Білок має сайт для зв'язування з іоном марганцю. 
Локалізований у мембрані, апараті гольджі.